# Leuctra zangezurica
Leuctra zangezurica är en bäcksländeart som beskrevs av Zhiltzova 1960. Leuctra zangezurica ingår i släktet Leuctra och familjen smalbäcksländor. Inga underarter finns listade i Catalogue of Life.